# 高田敏子 (詩人)
高田 敏子（たかだ としこ、1914年9月16日 - 1989年5月28日）は、日本の詩人。
女学校時代から詩作を始める。結婚後は主婦・母親の視点で日常生活の哀歓を平明な言葉でうたい、好評を得た。詩集に『月曜日の詩集』(1962年)、『藤』(1967年)、『夢の手』(1985年)などがある。

## 人物・来歴
東京市日本橋区（現東京都中央区）の陶器卸業の次女として誕生する。跡見女学校（現跡見学園女子大学・跡見学園中学校・高等学校）卒業。学校卒業後に兄の友人と結婚。
1946年に台湾から引揚げて詩作を開始。
1949年、「若草」に投稿した「夜のフラスコの底に」で注目を浴びる。
1960年より1963年までは朝日新聞に詩を連載する（毎週月曜日）。その功績により、第1回武内俊子賞を受賞。
詩の連載が好評を博し、1966年より「野火」を主宰（1989年の敏子の死まで続いた）。
初期はモダニズムを追求していたが、『月曜日の詩集』以降は女性の日常生活に根ざした平易な作風に変化。
「主婦詩人」「お母さん詩人」などの異名で呼ばれ、大中恩や中田喜直などの作曲家の手で歌曲や合唱曲の詞としても大いに用いられた。
1967年、『藤』にて第7回室生犀星詩人賞受賞。
1986年、『夢の手』にて第10回現代詩女流賞受賞。
三善晃の混声合唱組曲「嫁ぐ娘に」「五つの童画」、南弘明の混声合唱組曲「飛翔」はいずれも芸術祭奨励賞を受けた。
1989年、胃がんのために死去。
没後に花神社から『高田敏子全詩集』が出版された。

## 著作

### 詩集
- 『雪花石膏（アラバスター）』(日本未来派発行所、1954)
- 『人体聖堂』(日本未来派の会、1955)
- 『月曜日の詩集』(河出書房新社、1962)　日本図書センター, 2004.3
- 『月曜日の詩集 続』(河出書房新社、1963)
- 『にちよう日――母と子の詩集』(あすなろ書房、1966)
- 『藤　詩集』(昭森社、1967)
- 『愛のバラード』(山梨シルクセンター出版部、1969)
- 『砂漠のロバ』(山梨シルクセンター出版部、1971)
- 『あなたに　詩集』(サンリオ出版、1974)
- 『月曜日の詩集』(サンリオ・ギフト文庫) 絵:朝倉摂. サンリオ出版, 1974
- 『可愛い仲間たち』(ギフトブックライブラリー) 写真:西川治. サンリオ出版, 1975
- 『むらさきの花』(花神社、1976)
- 『季節の詩 季節の花 花のある朝』白籏史朗 写真(山と渓谷社、1977)
- 『枯れ葉と星』若山憲絵(教育出版センター、1978)
- 『詩とあそびましょう 1 (さくらんぼ・みかん)』花形恵子作,渡辺洋二絵. あすなろ書房, 1978.7
- 『詩とあそびましょう 2 (ちょうちょ・うさぎ) 』花形恵子 作, 渡辺洋二 絵. あすなろ書房, 1978.7
- 『高田敏子詩集 1946～1978』花神社, 1978.7
- 『薔薇の木: 高田敏子詩集』(花神社、1980)
- 『野草の素顔』会田民雄写真(東京新聞出版局、1981)
- 『こぶしの花』(花神社、1981)
- 『高田敏子詩集 2 (1954～1982)』花神社, 1982.10
- 『藤 高田敏子詩集』(現代女流自選詩集叢書 沖積舎, 1984.6
- 『夢の手 高田敏子詩集』花神社, 1985.11
- 『高田敏子詩集』花神社, 1986.9
- 『高田敏子詩集』こびあん書房, 1988.11
- 『高田敏子全詩集』花神社, 1989.6
- 『その木について 高田敏子詩集』新川和江編. 花神社, 1991.5
- 『こんにちはおひさま』宮沢晴子絵. 女子パウロ会, 1992.4
- 『高田敏子詩集』新川和江 編. 花神社, 1994.2
- 『高田敏子詩集』(日本現代詩文庫 土曜美術社出版販売, 2001.10
- 『新編高田敏子詩集』(新・日本現代詩文庫 土曜美術社出版販売, 2005.6

### その他
- 『女性の手紙心の手紙』大泉書店(1967)
- 『いつの日にも愛の詩を』(Pocket-green) 大泉書店, 1967
- 『おやすみなさい子どもたち』1,2 わかやまけん 等絵. あすなろ書房, 1967
- 『詩をたのしく 作詩と鑑賞』主婦の友社(1968)
- 『高田敏子の女性手紙文 日常の手紙と愛の手紙の書き方』大泉書店,(1970)
- 『娘に伝えたいこと 心をつなぐ愛の知恵』大和書房, 1972
- 『詩の世界』若山憲 絵. ポプラ社, 1972
- 『とんでっちゃったねこ』講談社の創作童話 山本まつ子絵. (1972)
- 『ひとりの午後　さびしさから生まれる』PHP研究所(1972)　のち旺文社文庫
- 『やさしさから生まれるもの』大和書房(1975)
- 『愛されるあなた: Lady's hop!』ダイヤモンド社(1975)
- 『嫁ぎゆく娘に　さびしさを愛に』大和書房(1977)
- 『娘への大切なおくりもの』大和書房(1979
- 「台湾高雄に居て」『歴史読本』〔ドキュメント戦後秘話〕1980.8
- 『娘におくる言葉』大和書房, 1989.10
- 『日本語を味わう名詩入門 13　高田敏子』あすなろ書房, 2012.10
- 『高田敏子暮らしの中の詩 日々に輝く言葉』久冨純江 編. ザ・ブック, 2013.12

### 共編著
- 佐藤真理『マリちゃんの歩いた夢』編 (産報ノンフィクション) 1963
- 『詩歌でつづる女の一生』安西均共編著 (現代教養文庫) 社会思想社, 1967
- 『日本のわらべうた 詩の絵本』編, 朝倉摂 絵. さ・え・ら書房, 1968
- 『わが詩わが心』編 (芸生新書) 芸術出版社, 1970
- 『野火詩集』2-3　編. 野火の会, 1974-82
- 『北原白秋詩集』編, 朝倉摂 絵. サンリオ出版, 1975
- 『おかあさん』編, 小太刀克夫插画. サンリオ出版, 1975
- 『こどもの心 ラジオ詩集』編. ティビーエス・ブリタニカ, 1977.9
- 『わが詩わが心』1-2 編. 酣燈社, 1982

### 再話
- メーテルリンク「青い鳥」少年少女世界の名作 第9巻 世界文化社, 1970.2
- アンデルセン「みにくいあひるのこ (せかいのむかしばなし 岩本康之亮絵. チャイルド本社, 1980.4
- アンデルセン「にんぎょひめ (チャイルド絵本館. 世界の名作)赤坂三好絵. チャイルド本社, 1983.1
- イワン・ガンチェフ「かわのおはなし」国際版せかいのえほん 第17巻 (学研チャイルドライブラリー)学習研究社, c1985
- 『アンデルセン童話 8 はくちょうのおうじ」(チャイルド絵本館. 世界名作絵本) チャイルド本社, 1986.11
- 『ホレのおばさん グリム童話 10 (チャイルド絵本館. 世界名作絵本) チャイルド本社, 1988.1
- ステファン・ザブレル 作・絵『きえたいろ (World picture book) 学習研究社, 2003.9
- ボリスラフ・ストエフ 作・絵『ゆきのこさんがこんにちは (ワールドえほん 学習研究社, 2007.2

### 校歌
・中央区立銀座中学校
・中央区立佃中学校
・和光市立北原小学校